# Geelteugelhoningeter
De geelteugelhoningeter (Microptilotis flavirictus) is een zeldzame en endemische vogel uit Nieuw-Guinea.

## Beschrijving
De geelsteugelhoningeter is een vrij kleine honingeter uit het geslacht Microptilotis met een lengte van 15  cm. Honingeters uit dit geslacht lijken sterk op elkaar en onderscheiden zich van elkaar door het verspreidingsgebied waarin ze voorkomen en hun roep. De geelteugelhoningeter heeft een bleekgele vlek op de oorstreek en een duidelijk gele "teugel" (horizontaal streepje op de kop in verlengde van mondhoek). Verder heeft deze honingeter een relatief lange en grote gebogen snavel.

## Verspreiding en leefgebied
Deze vogel komt wijdverspreid voor in Nieuw-Guinea. Over het leefgebied is weinig bekend, mogelijk heeft de vogel een voorkeur voor meer open landschappen zoals savanne.
De soort telt twee ondersoorten:
- M. f. flavirictus: het oostelijk-centraal en zuidoostelijk Nieuw-Guinea.
- M. f. crockettorum: westelijk, noordelijk en centraal Nieuw-Guinea.

## Status
De grootte van de populatie is niet gekwantificeerd maar de soort wordt omschreven als zeldzaam. Op de Rode lijst van de IUCN heeft deze soort de status niet bedreigd.